# 瑞浪市民公園

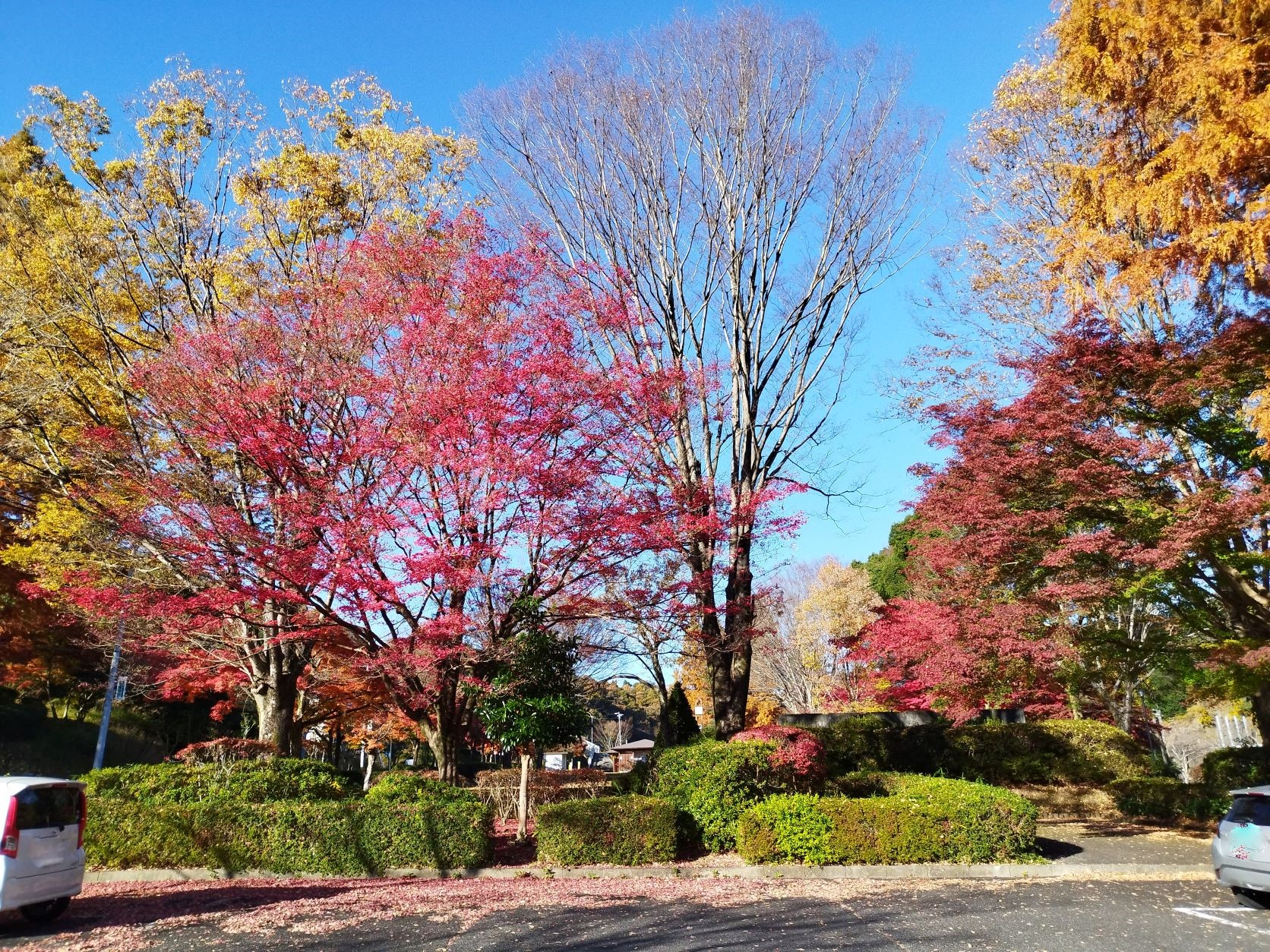
瑞浪市民公園

瑞浪市民公園（みずなみしみんこうえん）は、岐阜県瑞浪市にある都市公園（総合公園）。

## 概要
中央自動車道 瑞浪インターチェンジの北に位置し、29.7haの園内には文化施設、体育施設が集まる。1974年（昭和49年）瑞浪化石公園として開園し、各施設の整備により現名称となった。

## 沿革
- 1971年（昭和46年） - 野球場完成。
- 1974年（昭和49年） - 化石博物館完成。
- 1980年（昭和55年） - 陶磁資料館完成。
- 1991年（平成3年） - 市之瀬廣太記念美術館完成。
- 1992年（平成4年） - 体育館完成。
- 1993年（平成5年） - 地球回廊完成。
- 2006年（平成18年） - 弓道場完成。

## 施設

### 体育施設
- 瑞浪市民体育館
- 瑞浪市民野球場
- 瑞浪市民テニスコート（人工芝8面）
- 瑞浪市民競技場
- 瑞浪市民アーチェリー場
- 瑞浪市民弓道場

### 文化施設
- 瑞浪市化石博物館
- 瑞浪市陶磁資料館
- 瑞浪市市之瀬廣太記念美術館
- 瑞浪市地球回廊（2021年3月閉館）

## 所在地
- 岐阜県瑞浪市明世町地内

## 交通機関
- 中央自動車道 瑞浪インターチェンジから車で約3分。
- JR中央本線 瑞浪駅から瑞浪市コミュニティバス日吉線「市民公園前」バス停下車。

## 周辺
- 岐阜県先端科学技術体験センター（サイエンスワールド）
- 超深地層研究所
- 瑞浪市立明世小学校
- 中央自動車道 瑞浪インターチェンジ